# بوسن‌هوفد
بوشهنی هافد (به هلندی: Bosschenhoofd) یک منطقهٔ مسکونی در هلند است که در هالدربرخه واقع شده‌است. بوشهنی هافد ۵۱۲ کیلومتر مربع مساحت و ۲٬۱۶۰ نفر جمعیت دارد.